# Feudalkrise
Mit dem Begriff der Feudalkrise versucht die historische Mediävistik und insbesondere die wirtschaftsgeschichtliche Forschung, Phänomene und Prozesse am Ausgang des Mittelalters zu beschreiben.

## Feudalkrise
Jürgen Bücking erklärt die Feudalkrise am Beispiel der habsburgischen Länder mit großwirtschaftlichen Veränderungen in den Jahren 1440 bis 1510: Die Bevölkerung wuchs jährlich zwischen 0,5 und 1,0 %, der Fernhandel intensivierte sich und bewirkte einen Aufschwung in einzelnen Gewerben (z. B. Tuche) und schließlich sei eine „verstärkte Nachfrage nach Geld als anerkanntem Tauschmittler zwischen Käufer und Verkäufer“ festzustellen. Die verstärkte Geldnachfrage erforderte einen verstärkten Geldumlauf, der durch neuentdeckte Silberbergbaustollen im alpenländischen Raum ermöglicht wurde. Hier engagierten sich Großkaufleute, der Adel und die hohe Geistlichkeit, wobei sie durch die Landesfürsten – auch finanziell – unterstützt wurden, da letztere einen ständigen, vermehrten Geldbedarf für die landesherrliche Verwaltung und den wachsenden Beamtenapparat hatten. Wo ein Zugriff auf Silberstollen fehlte, vermischten Landesfürsten aber auch Kaufleute Silberstücke mit minderwertigen Metallen, was zu einer steigenden Inflation geführt habe. Jürgen Bücking fasst diese Entwicklung wie folgt zusammen: „Da einerseits sich in diesem Zeitraum im Gewerbe- und Agrarsektor die Produktionsziffern nur unwesentlich erhöhten, andererseits das Tempo von Münzprägung bzw. Münzverschlechterung stark zunahm, wurde eine Inflation (konkret: die Verteuerung der Grundnahrungsmittel und des Textilgewerbes) die Folge der wirtschaftlichen Entwicklung“.
Diese Entwicklung hatte Auswirkungen auf den grundbesitzenden Adel und schlug auch auf die bäuerlichen Pächter durch: Neben dem Adel litten die städtischen Bürger sowie die Klöster am meisten unter den Folgen dieser Krise, da sie ihren Grundbesitz mehrheitlich in Form von Zeit- und Erbpachten gegen feste Renten und Naturalabgaben herausgegeben hatten, wodurch ihnen die Möglichkeit zum Inflationsausgleich versperrt war. Adel und hohe Geistlichkeit stellten in dieser Zeit höhere Ansprüche an Nahrung und Kleidung, womit sie ihre tatsächliche Verarmung zu kaschieren suchten. Sie begaben sich zunehmend in die Abhängigkeit der überregionalen Märkte, die von Kaufleuten einzelner Städte bzw. Kaufmannsgesellschaften dominiert wurden. Bücking sieht hier einen engen Zusammenhang zu den Ritteraufständen (vgl. Ritterkrieg, Fränkischer Krieg usw.) von 1522 und 1523 bzw. zum Bauernkrieg von 1524.
Die Grundbesitzer versuchten sich nun ihrerseits aus der Abwärtsspirale steigender Kosten zu befreien, indem sie neue Abgaben oder eine Erhöhung der eigentlich fixierten Abgaben gegen die Bauern durchzusetzen versuchten. Hatte sich die bäuerliche Lage zuvor eigentlich verbessert, war die Erbpacht an die Stelle der Zeitpacht getreten und war der Status als Leibeigene im Rückgang begriffen, so litten die Bauern nun unter der Inflation und wurde ihre Lage durch Naturkatastrophen und Kriege weiter verschlechtert. Sie gerieten so zunehmend in die Abhängigkeit der Kaufleute, die sie mit Krediten und Produktionsmittel (Verlagssystem) versorgten, was den Weg zum Frühkapitalismus mit einer Trennung von Arbeit und Kapital bewirkte. Bücking sieht den Aufstieg z. B. der Fugger, ursprünglich ein oberschwäbisches Webergeschlecht zum Finanzier der Augsburger Handwerker und später zum Kreditgeber des Hauses Habsburg in dieser Entwicklung begründet.

## Forschungsgeschichte
1976 hatte Guy Bois mit seiner Studie „Crise du féodalisme“ eine Debatte über den Verlauf der spätmittelalterlichen Gesellschafts- und Wirtschaftsentwicklung ausgelöst. In der amerikanischen Spätmittelalterforschung habe man insbesondere die Frage diskutiert, inwiefern die marxistische Deutung der Krise des Spätmittelalters als Feudalkrise den historischen Phänomenen angemessen sei. Wichtige Forschung zur Feudalkrise stammt auch vom Wirtschaftshistoriker Wilhelm Abel, insofern er sich mit der Agrarkrise auseinandersetzte und hier einen engen Konnex zur Feudalkrise erkannte. In seiner letzten Arbeit Strukturen und Krisen der spätmittelalterlichen Wirtschaft wollte er allerdings anstelle einer Agrarkrise nur mehr eine Agrardepression erkennen, deren „Charakter als spätmittelalterliche Feudalkrise [...] er ein[schränkte] mit dem Hinweis auf die gleichzeitige Überlagerung durch die Kräfte des städtischen Marktes. Da die Landwirtschaft den überwiegenden Teil des Sozialprodukts erstellte, konnten die vermehrten Aktivitäten im sekundären und tertiären Sektor indessen nicht den Ausgleich des Verlustes herstellen, den Bevölkerungsrückgang und Wüstungsprozeß bewirkten.“ Hat Peter Blickle die These einer Feudalkrise des 16. Jahrhunderts vertreten, so setzt sich damit u. a. Tom Scott kritisch auseinander.